# Damian
Damian je moško osebno ime.

## Izvor imena
Ime Damian je moška različica moškega osebnega imena Damjan.

## Pogostost imena
Po podatkih Statističnega urada Republike Slovenije je bilo na dan 31. decembra 2007 v Sloveniji število moških oseb z imenom Damian: 26.

## Osebni praznik
V koledarju je ime Damian zapisano skupaj z imenom Damjan.